# 12 juin 1914
Le 12 juin 1914 est le 163e jour de l'année 1914 du calendrier grégorien. Il s'agit d'un vendredi.

## Événements
- Fin du quatrième gouvernement Alexandre Ribot, créé seulement trois jours plus tôt, le 9 juin. Un nouveau gouvernement est constitué le lendemain, sous la présidence de René Viviani[1].
- Adoption de la Convention du fleuret à Paris par la commission de Fleuret de la Fédération internationale d’escrime sous la direction de l'italien G. Ettore. La convention du sabre est adoptée le lendemain.
- Création du district de Três Lagoas au Brésil.

## Arts et culture
- Sortie du film allemand Le Chien des Baskerville de Rudolf Meinert

## Naissances
- Lily Fayol, chanteuse française
- William Lundigan, acteur américain
- Go Seigen, souvent considéré comme le plus grand joueur de go du XXe siècle[2]

## Décès
- Théodore Monbeig, missionnaire et botaniste français